# 新宿美術学院
新宿美術学院（しんじゅくびじゅつがくいん）は、東京都新宿区に所在する予備校。美術大学・芸術大学への進学に特化した予備校である。略称は新美（しんび）。

## 歴史
1970年に実業家・松岡清次郎（松岡地所の創業者）により創立。御茶の水美術学院（略称：OCHABI）と並ぶ美大入試に特化した専門予備校として開校。
2012年3月にenaを運営する学究社に営業譲渡され（系列校の新宿セミナーと同時譲渡）、学究社のグループ校になる。正式校名を「ena 新宿美術学院」へ改称した。2023年にはさらに正式校名を「ena美術」へと改称したが、一般的には「ena」を含まない「新宿美術学院」の名称で呼ばれ続けている。
1970年から2012年まで新宿御苑近くに校舎を構えたが、営業権の譲渡と校舎の老朽化により、2013年3月からは初台駅と新宿駅の中間に位置する西新宿三丁目へ校舎を移転し「新宿美術学院 新宿校」へ改称。同年4月に国立駅近くに「新宿美術学院 国立校」、2015年3月に「新宿美術学院 渋谷校」、2018年3月に「新宿美術学院 秋葉原校」を相次いで開校し、四校体制となった。2023年4月、「新宿美術学院 大宮校」開校。

## 所在地
新宿校
- 〒160-0023 東京都新宿区西新宿3-16-6 西新宿水野ビル
JR新宿駅 南口より徒歩15分
京王線新宿駅 京王百貨店口、ルミネ口より徒歩15分
京王新線新宿駅 新都心口より徒歩10分
京王新線（都営新宿線乗入れ）初台駅東口より徒歩5分
小田急小田原線参宮橋駅より徒歩11分
都営大江戸線都庁前駅 A3出口より徒歩14分

国立校
- 〒186-0004 東京都国立市中1-8-5
国立駅南口徒歩2分

渋谷校
- 〒150-0002 東京都渋谷区渋谷1-17-16 渋谷ニュープラザビル2F 
渋谷駅宮益坂口から徒歩5分

秋葉原校
- 〒101-0023 東京都千代田区神田松永町4-1 ラウンドクロス秋葉原2F 
JR秋葉原駅中央改札口より徒歩3分
日比谷線秋葉原駅2番出口より徒歩3分
つくばエクスプレスA2出口より徒歩3分

大宮校
- 〒330-0846 埼玉県さいたま市大宮区大門町3-14-2 
JR・東武野田線・ニューシャトル大宮駅東口から徒歩6分

旧校舎（新宿御苑、2013年3月で閉鎖）
- 〒160-0022 東京都新宿区新宿2-8-5
新宿御苑前駅徒歩2分
新宿三丁目駅徒歩4分

## 主な出身者
- 大山結子（現代美術家）
- 杉田陽平（現代美術家）
- じゃぽにか（アート集団）
- 山口つばさ（漫画家）
- 中島健太（洋画家）